# Municipio de Greenvale
El municipio de Greenvale (en inglés: Greenvale Township) es un municipio ubicado en el condado de Dakota en el estado estadounidense de Minnesota. En el año 2010 tenía una población de 803 habitantes y una densidad poblacional de 10,87 personas por km².

## Geografía
El municipio de Greenvale se encuentra ubicado en las coordenadas 44°30′45″N 93°12′57″O / 44.51250, -93.21583. Según la Oficina del Censo de los Estados Unidos, el municipio tiene una superficie total de 73.87 km², de la cual 69,99 km² corresponden a tierra firme y (5,25 %) 3,88 km² es agua.

## Demografía
Según el censo de 2010, había 803 personas residiendo en el municipio de Greenvale. La densidad de población era de 10,87 hab./km². De los 803 habitantes, el municipio de Greenvale estaba compuesto por el 98,63 % blancos, el 0,12 % eran afroamericanos, el 0,25 % eran amerindios, el 0,12 % eran asiáticos y el 0,87 % eran de una mezcla de razas. Del total de la población el 0,12 % eran hispanos o latinos de cualquier raza.